# Boulgou FC Tenkodogo
Boulgou FC Tenkodogo ist ein Sportverein aus Tenkodogo, einer Stadt im Südosten des westafrikanischen Staates Burkina Faso. 2007 konnte der Verein nach 8 Jahren Unterklassigkeit wieder in die höchste Spielklasse aufsteigen. Der Vereinsname stammt von der Provinz Boulgou, deren Hauptstadt Tenkodogo ist.